# زغينة (أبين)

تعديل مصدري - تعديل

زغينه هي إحدى قرى الجمهورية اليمنية. تتبع جغرافيا لمحافظة أبين و إداريًا لمديرية لودر. يبلغ تعداد سكانها 1059 نسمة حسب تعداد اليمن لعام 2004.